# Teorias da personalidade da adicção
As teorias da personalidade da adicção são modelos psicológicos que associam traços de personalidade ou modos de pensamento (ou seja, estados afetivos) com a propensão de que uma pessoa desenvolva um vício. Os modelos de risco de dependência foram propostos na literatura de psicologia incluem a desregulagem emocional por estados afetivos positivos e negativos, o modelo da teoria da sensibilidade ao reforço por impulsividade e inibição comportamental, e o modelo da impulsividade por sensibilização à recompensa.

## Papel da desregulagem emocional na adicção
Pesquisas clínicas encontraram relações consistentes e robustas entre transtornos afetivos (como a desregulagem emocional) e transtornos por uso de substâncias. As pessoas com transtornos do humor possuem um risco maior de serem acometidas por transtornos por uso de substâncias. O estado afetivo e o vício podem estar inter-relacionados de várias maneiras, pois desempenham um papel fundamental em influenciar a motivação comportamental. Por exemplo, o estado afetivo facilita a ação, direciona a atenção a determinada tarefa, prepara previamente o indivíduo a uma resposta física (reflexo), e age sobre o comportamento para que esse seja capaz de atender necessidades específicas de cada pessoa. Além disso, o estado afetivo está relacionado a vários conceitos importantes para a adicção: reforço positivo, motivação comportamental, regulação da cognição e do humor; bem como age sobre o raciocínio e afeta a tomada de decisão. Foi demonstrado que o raciocínio motivado pela emoção influencia os comportamentos relacionados à adicção por meio da seleção de resultados que minimizam os estados afetivos negativos ao passo que maximizam os estados afetivos positivos.

### Estado afetivo negativo
A relação entre estados de afeto negativos e transtornos por uso de substâncias tem sido o modelo de dependência mais estudado. O modelo propõe que pessoas que experimentam maiores níveis de afeto negativo, também estão expostas a um risco mais elevado de usar substâncias ou de adotar determinados comportamentos como mecanismos de enfrentamento. Nesse caso, drogas e comportamentos podem ser utilizados como meio para melhorar o humor e evitar sentimentos desagradáveis. Uma vez que a dependência física se forma, o abuso de substâncias é mantido, principalmente pelo desejo de evitar os estados afetivos negativos associados à abstinência. Indivíduos com alto índice de  propensão a transtornos afetivos do humor (como os relacionados à ansiedade) relatam vivenciar níveis elevados de afeto negativo associados ao desejo motivado pela fissura durante abstinência ou cessação de um mecanismo de enfrentamento comportamental antes adotado. A relação entre o afeto negativo e o vício não é unidirecional, isto é, enquanto os estados afetivos positivos aumentam a probabilidade de início do uso de uma substância, os estados afetivos negativos causados pela abstinência são, nesse modelo, os fatores determinantes para que o uso continuado não se interrompa.
Uma ideia central deste modelo é o conceito de "adaptação hedônica", o qual diz que pessoas iniciam uso de substâncias ou adotam determinados comportamento por conta de seus efeitos prazerosos, mas depois o fazem compulsivamente para evitar sintomas de abstinência, resultando em toxicodependência prolongada. Com base nessa hipótese, alguns pesquisadores acreditam que as pessoas que se envolvem no uso de substâncias ou adotam comportamentos de risco podem estar respondendo excessivamente a estímulos negativos, o que é um fator facilitador da adicção.
O afeto negativo também foi um poderoso preditor em termos de vulnerabilidade ao vício em adolescentes. Descobriu-se que adolescentes de alto risco são altamente reativos a estímulos negativos, o que aumenta sua motivação para se envolver no uso de substâncias após uma situação que desperte emoções negativas. Além disso, foi observado que adolescentes com alto nível de estado afetivo negativo são mas vulneráveis em passar do uso recreativo de drogas para usos mais problemáticos independentemente de histórico familiar.
Em relação ao abuso de substâncias em adolescentes e jovens, o traço de urgência negativa e a propensão de envolvimento em comportamentos de risco como meio de enfrentar o sofrimento são dois fatores altamente preditivos para a propensão à adicção de acordo com a teoria do estado afetivo negativo. As diferenças individuais primárias e, especificamente, as diferenças emocionais ligadas à reatividade a acontecimentos e regulação emocional são fatores que influenciam o surgimento do traço de "urgência negativa".

### Estado afetivo positivo
Ao contrário do negativo, o estado afetivo positivo está relacionado ao vício tanto em suas formas graves como moderadas. Por exemplo, indivíduos com alto nível de afeto positivo têm maior probabilidade de se envolver em comportamentos de risco, a exemplo do uso de drogas. Pessoas que dispõem de um estado afetivo positivo elevado em resposta ao uso de drogas são mais propensos a procurar substâncias por razões hedônicas. Por outro lado, um estado afetivo positivo baixo pode desencadear o uso inicial, o qual estaria ligado à incapacidade de responder adequadamente às recompensas naturais.
Em um ensaio clínico, foi realizada uma pesquisa de personalidade extensiva que vinculou estados afetivos positivos a diferenças individuais quanto ao envolvimento em comportamento de risco. O traço 'urgência positiva', definido como a tendência de se envolver em um comportamento de risco sob condições de afeto positivo extremo, é um indicador de possíveis problemas relacionados ao abuso de substância ou a comportamentos que facilitam a adicção. Esse traço representa uma desregulação subjacente que opera em resposta a estados afetivos extremos e tem um impacto direto no comportamento. O traço de 'urgência positiva' também aparenta ser um fator preditivo relacionado ao aumento do consumo de bebidas alcoólicas; bem como a um maior risco de envolvimento com problemas relacionados ao álcool e outras drogas na faculdade.
Outro fator importante são as diferenças que cada indivíduo sente na experiência dos efeitos prazerosos provocados pela droga ou pela exposição a um comportamento de risco. Argumenta-se que certas pessoas podem ser mais sensíveis aos efeitos prazerosos de uma droga e, portanto, estão mais vulneráveis a experimentá-las com maior intensidade, acarretando em maior probabilidade de toxicodependência. Por exemplo, uma resposta aumentada a efeitos de substâncias foi encontrada em pessoas viciadas em cocaína, que demonstraram maior sensibilidade aos efeitos do metilfenidato nas regiões do cérebro associadas à reatividade emocional (uma resposta involuntária que causa maior sensibilidade a estímulos externos) e ao humor. Assim, as reações emocionais exageradas que toxicodependentes apresentam como resposta à administração de drogas ou ao exercerem comportamentos de risco podem ser relacionadas a uma maior sensibilidade aos efeitos.
Muitos toxicodependentes relatam sintomas de anedonia (ou seja, incapacidade de sentir prazer). Os resultados do desvio crônico do ponto de ajuste de recompensa do cérebro, que são ocasionados por uma intoxicação prolongada, diminuem a capacidade de resposta a estímulos positivos naturais. Isso pode resultar em uma resposta exagerada a estímulos relacionados à droga, bem como a uma diminuição da capacidade de iniciar comportamentos que respondem adequadamente a recompensas naturais. Assim, o efeito positivo baixo diminui a capacidade do indivíduo de substituir o abuso de substâncias por outras atividades que geram prazer. Além disso, aponta-se que durante a dependência de substâncias os estados somáticos de indutores que orientam a tomada de decisão são enfraquecidos em relação às recompensas naturais, ao mesmo tempo que a resposta emocional aos estímulos relacionados com a droga se elevam.
Comportamentos compulsivos associados à adicção são mediados por dois sistemas que interagem entre si:
1. Impulsividade: responsável pela sinalização rápida da importância afetiva de um estímulo;
2. Reflexão: capacidade de avaliar cognitivamente o sinal antes de alterar uma resposta comportamental.

A disfunção na impulsividade eleva o impacto emocional dos estímulos relacionados ao consumo de drogas e atenua o impacto do reforço natural. Já a desregulação na reflexão resulta numa incapacidade de ignorar a impulsividade, elevando a vulnerabilidade ao vício. A falta de resposta a estímulos positivos naturais é um elemento fundamental que serve como indicador de inclinação de uma pessoa ao abuso de substâncias ou comportamentos de risco, ao mesmo tempo que a torna menos suscetível a responder adequadamente a intervenções não medicamentosas.

### Controle com esforço
O controle com esforço do temperamento é definido como a habilidade de suprimir uma resposta dominante para pôr em prática uma resposta subdominante. Em outras palavras, refere-se o grau de controle que uma pessoa tem sobre seus impulsos e emoções, que inclui a capacidade de focar ou desviar a atenção. O controle com esforço do temperamento é capaz de influenciar o vício de várias maneiras.
Baixos níveis de controle com esforço podem tornar o indivíduo menos capaz de se evadir de sentimentos desagradáveis, pensamentos intrusivos ou superar fortes impulsos afetivos, resultando em respostas adaptadas inadequadas ao sofrimento - como o uso prolongado de droga. O controle com pouco esforço também pode interagir com os estados afetivos negativos e positivos, tornando as pessoas predispostas ao uso de substâncias ou a comportamentos de risco, o que prejudica a capacidade de controlar o uso ou de se abster de vícios comportamentais.
Uma incapacidade geral de controlar estados afetivos pode prejudicar o condicionamento do comportamento associado a recompensas e punições, bem como pode aumentar a suscetibilidade ao abuso de drogas e tornar a capacidade de autorregulação ineficiente. Tais condições favorecem que as pessoas se tornem incapazes de interromper comportamentos automáticos, como a procura por drogas. Os níveis desregulados dos modos afetivos positivo e negativo podem ser equilibrados por meio do controle do temperamento com um pouco de esforço.

### Teoria de sensibilidade ao reforçamento de Gray
A teoria da sensibilidade ao reforçamento de Gray (RST) consiste em dois sistemas motivacionais: o sistema de inibição de comportamento (BIS) e o sistema de ativação de comportamento (BAS). O BIS é responsável por organizar o modo como o comportamento responde a estímulos adversos. Acredita-se que os estímulos associados à punição, omissão e à rescisão da recompensa sejam a base da ansiedade. O objetivo do BIS é iniciar a inibição do comportamento,ou interromper um comportamento em andamento, enquanto o BAS é sensível a estímulos que sinalizam recompensa e/ou alívio da punição (impusividade). De acordo com o RST, existe uma relação entre pessoas com níveis extremos no BIS/BAS com os problemas de ajuste. A reatividade do BIS e do BAS correspondem às diferenças de traços individuais nos modos afetivos positivo e negativo - O BAS está associado à impulsividade e ao traço positivo do afetp, enquanto o BIS está associado ao traço negativo do afeto. Evidências limitadas sugerem o BIS alto está relacionado à ansiedade, enquanto o BAS alto está relacionado a distúrbios de conduta ou impulsividade.
De acordo com esse modelo, os problemas de abuso de substâncias podem surgir sob dois traços de personalidade diferentes: o BIS pouco funcional ou o BAS muito funcional. Uma vez que o BAS estimula o indivíduo a buscar ações que possam resultar um efeito de recompensa, a sensibilidade do BAS está envolvida no início do vício. Associações significativas foram encontradas entre o BAS elevado, como uso indevido de álcool, abuso de drogas ilícitas e uso de tabaco. A sensibilidade do BAS é um indicador confiável da reatividade a estímulos ou desejos (fissura) por drogas.

### Modelo de impulsividade
O modelo de impulsividade afirma que pessoas muito impulsivas correm maior risco de desenvolver comportamentos de risco ou de abuso de drogas. O modelo propõe uma característica formada por traços bidimensionais para a iniciação e prolongamento do abuso de droga ou do comportamento de risco:
1. Reward drive (RD) - reflete as diferenças individuais quanto à sensibilidade capaz de afetar a motivação e engajamento em um comportamento viciante quando indícios de recompensa são detectados.[6]
2. Rash impulsiveness (RI) - reflete as diferenças individuais quanto à capacidade de modificar o comportamento do vício devido às consequências negativas.  Indivíduos com alto índice de RI são insensíveis às consequências negativas da dependência sobre o comportamento quando há desejo de envolvimento.

Pessoas com alto índice de RD e IR têm dificuldade em tomar decisões que acarretam consequências futuras. Indivíduos com alto nível de RD experimentam maior efeito reforçador durante o início de quando se envolvem no comportamento de adicção e experimentam associações condicionadas mais fortes com o uso prolongado. Pessoas com alto índice de RI têm maior dificuldade em resistir aos desejos durante a abstinência, mesmo diante das consequências negativas. Alguns fatores intervenientes da RD e RI que interferem na gravidade do vício são o estresse e o estado afetivo negativo (como sentir-se deprimido).
Desse modo, indivíduos com alto RD/RI que também experimentam altos níveis de modos afetivos negativos ou estresse, são mais propensos a apresentar comportamentos mais graves ou uma adicção mais severa. Por exemplo, se um indivíduo está passando por sofrimento emocional, o sofrimento experimentado pode diminuir o controle do impulso se ele acreditar que o envolvimento em um comportamento viciante diminuirá o estado afetivo negativo. De acordo com esse modelo, adolescentes com alto índice de IR são mais propensos a desenvolver vícios. Foi demonstrado que o baixo IR moderou parte do risco de dependência em indivíduos com histórico familiar de adicção.

### Modelo de cinco fatores
Os cinco fatores são:

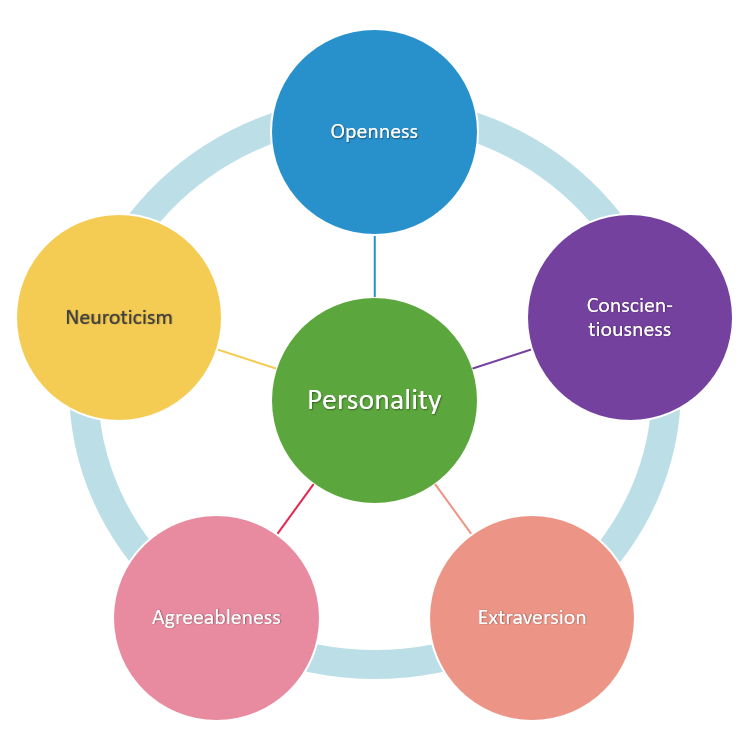
No modelo dos cinco grandes (OCEAN), a personalidade é influenciada por: 1) abertura à experiências; 2) conscienciosidade; 3) extroversão; 4) agradabilidade; e 5) neuroticismo.

- O Abertura à experiência (inventiva/curiosa vs. consistente/cautelosa)
- C Conscienciosidade (eficiente/organizada vs. tranquila/descuidada)
- E Extroversão (extrovertido/enérgico vs. solitário/reservado)
- A Agradabilidade (amigável/compassiva vs. desafiadora/desapegada)
- N Neuroticismo (sensível/nervoso vs. seguro/confiante)

A análise de dados no modelo dos cinco fatores demonstrou que pontuações mais altas para N e O, e mais baixas para C e A, elevam a probabilidade de adicção. Usuários de drogas diferentes possuem perfis de personalidade de cinco fatores diferentes. Por exemplo, usuários de anfetaminas, benzodiazepinas, cannabis, cocaína, crack, heroína, drogas sintéticas e nicotina pertencem ao tipo N{\displaystyle \Uparrow }, C{\displaystyle \Downarrow } (Inseguros) e não pertencem ao tipo E{\displaystyle \Uparrow }, C{\displaystyle \Downarrow } (impulsivos, hedonistas.
De modo oposto, usuários de MDMA (ecstasy) e LSD pertencem ao tipo E{\displaystyle \Uparrow }, C{\displaystyle \Downarrow } e não pertencem ao tipo N{\displaystyle \Uparrow }, C{\displaystyle \Downarrow }. A comparação detalhada entre usuários de ecstasy e heroína demonstra que eles são significativamente diferentes, pois os usuários de heroína têm "N" mais alto e "E" e "A" mais baixos. Uma pontuação "A" muito baixa é encontrada frequentemente em pessoas que abusam de drogas inalantes (como o éter).